# 17606 Wumengchao
17606 Wumengchao è un asteroide della fascia principale. Scoperto nel 1995, presenta un'orbita caratterizzata da un semiasse maggiore pari a 2,6174955 UA e da un'eccentricità di 0,2963209, inclinata di 13,60559° rispetto all'eclittica.